# Cutremurul din 1838 (România)
Cutremurul din 1838 a fost un puternic seism ce a avut loc la ora 20:45, în ziua de 23 ianuarie (stil nou)/11 ianuarie (stil vechi), având magnitudinea 7,5 grade pe scara Richter. Cutremurul a fost urmat de 3 șocuri puternice, conform lui Schuller (geologul în serviciul Ducelui de Saxonia). La Galați s-a produs fenomenul de lichefiere a solului.

## Distrugeri și victime
Cutremurul a afectat Transilvania, Țara Românească și Moldova. În Țara Românească s-au prăbușit 217 biserici, cele mai multe în Râmnicu Vâlcea și Craiova. În București, conform unui raport oficial, s-au prăbușit 36 de clădiri inclusiv Hanul lui Manuc și Biserica Sf. Silvestru.
La data de 13 ianuarie 1838, Manolache Florescu, șeful poliției București, a prezentat un raport ce arăta că 8 persoane au murit și alte 11 persoane au fost rănite. Ulterior, raportul a fost revizuit și a arătat că 73 de persoane au fost ucise și 14 rănite. Chateaugiron, consulul francez la București, a raportat că au murit peste 720 de persoane, și că „dezastrele cauzate în acest oraș de acest eveniment sunt imense și nu pot fi evaluate”.